# Невралгия
Невралгията (от гръцки: νευρον – нерв, и αλγος – болка) се проявява като силна болка при дразнене на периферен нерв. Сама по себе си невралгията не е заболяване, а симптом, който сигнализира за проблем с периферните нерви.
Дори и днес в доста от случаите причината за болката не е известна, често обаче тя може да е следствие от възпаление на даден нерв:
- херпес – възможно е вирусът на херпеса да възпали нерв;
- травма – нерв може да се засегне при счупване на кости или туморни заболявания;
- сифилис – болестта, предавана по полов път, може да причини сериозни увреждания на нервната система, ако не бъде лекувана.

Най-честият вид невралгия е тригеминалната невралгия. Характеризира се с внезапна силна болка в определена част на лицето. Обикновено се дължи на натиск, оказван върху тригеминалния нерв, или други условия, увреждащи този нерв, например множествена склероза или тумор.